# عجوقة إيرانية جنوبية
عجوقة إيرانية جنوبية (الاسم العلمي: Ajuga austroiranica) هي نوع نباتي يتبع جنس العجوقة من فصيلة الشفوية.